# Perityle ciliata
Perityle ciliata là một loài thực vật có hoa trong họ Cúc. Loài này được (L.H.Dewey) Rydb. mô tả khoa học đầu tiên năm 1914.